# Emiliano Mercado del Toro
Emiliano Mercado del Toro (Cabo Rojo, 21 de agosto de 1891-Isabela, 24 de enero de 2007) fue un supercentenario puertorriqueño, que llegó a ser el hombre vivo con más años del planeta, y el tercero que ha vivido más años de cuantos han figurado en el Libro Guinness de los Récords. El 21 de mayo de 2006 se convirtió en la persona más anciana que haya nacido en Puerto Rico al superar a Ramona Trinidad Iglesias, fallecida en 2004 a la edad de 114 años y 272 días.
Para poder figurar en el libro Guinness, Emiliano tuvo que probar su edad con la ayuda de varios documentos, entre los que se incluyen un certificado de nacimiento, otro de bautismo, su nombre en un censo de 1910 y la tarjeta que le identifica como veterano de la Primera Guerra Mundial. No obstante, es de notar que Mercado del Toro todavía estaba en el campo de entrenamiento en el momento de firmarse el armisticio, el 11 de noviembre de 1918. En 1993 recibió una medalla honorífica de manos del entonces presidente de los Estados Unidos, Bill Clinton, durante las conmemoraciones del 75.º Aniversario del fin de la I Guerra Mundial.
Emiliano Mercado del Toro fue el mayor de dos hermanos, permaneció soltero y nunca tuvo hijos, por lo que fue atendido por sus sobrinos y los descendientes de estos. Según su testimonio, su prolongada longevidad se debe al consumo de maíz, bacalao y leche, que tomaba cada día. Afirmaba que sus primeros recuerdos perfectamente claros fueron los de ver las tropas de Estados Unidos invadiendo Puerto Rico en el marco de la guerra hispano-estadounidense de 1898, que puso fin a la presencia colonial española en el Caribe. Mercado fue la persona más longeva nacida en territorio español hasta el 3 de abril de 2017 y todavía es el hombre más longevo.
Tras la muerte del japonés Tadanosuke Hashimoto, el 31 de mayo de 2003, se convirtió en el último varón vivo nacido en 1891.
Al fallecer el estadounidense Fred H. Hale, Sr. el 19 de noviembre de 2004, Mercado le sucedió como hombre vivo más anciano del mundo. También consiguió el título de persona viva más anciana del mundo el 11 de diciembre de 2006 al morir la también estadounidense Elizabeth Bolden.
Luego del fallecimiento de Julie Winnefred Bertrand, el 18 de enero de 2007, Mercado se convirtió en la última persona en morir nacida en 1891.
Mercado falleció a los 115 años y 156 días de edad, el 24 de enero de 2007 a las 8:30 de la mañana en Isabela, Puerto Rico. Tuvo un multitudinario sepelio.
En el momento de su muerte Mercado era la decimotercera persona más longeva de aquellos cuyas edades han sido verificadas por el Gerontology Research Group y el segundo hombre.